# Chrzcielnica w katedrze w Hildesheimie

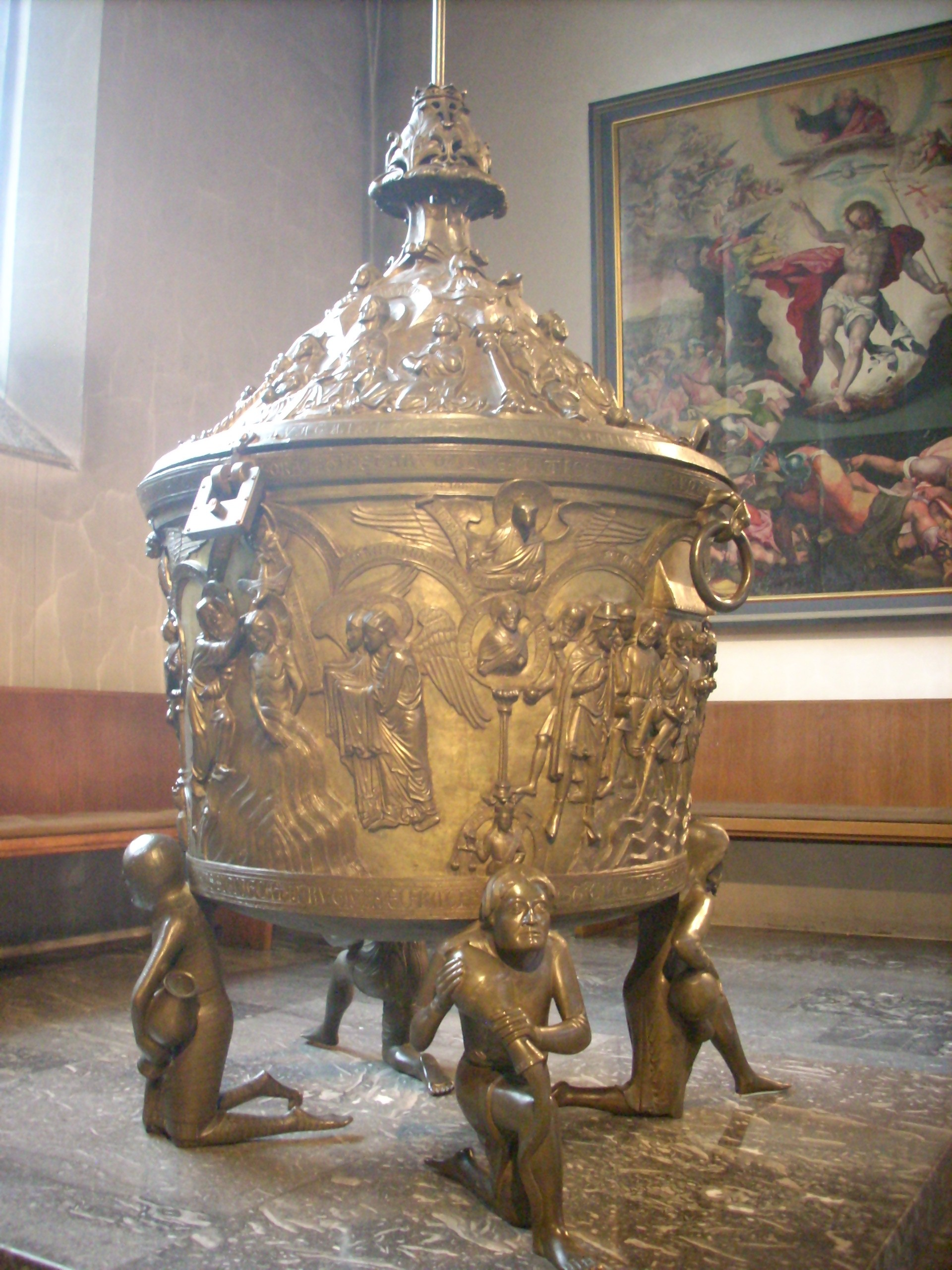
Chrzcielnica Wilbertusa

Chrzcielnica brązowa w katedrze w Hildesheimie (niem. Bronzetaufe im Hildesheimer Dom) – dzieło plastyki brązowej doby późnego romanizmu. Wraz z dwoma fundacjami biskupa Bernwarda, drzwi i Kolumny Chrystusa oraz świecznika biskupa Hezilo stanowi bezcenny element wystroju wnętrza katedry Wniebowzięcia Matki Bożej w Hildesheimie.
Fundatorem dzieła był Wilbertus z Oldenburga, prepozyt katedry w tymże mieście, następnie biskup Paderborn i arcybiskup Utrechtu. Nakazał on wykonanie własnego wizerunku na misie chrzcielnej; został ukazany u stóp tronującej Matki Boskiej z Dzieciątkiem. W przeciwieństwie do fundacji Bernwarda (zarówno jak brązowe drzwi, jak kolumna Chrystusa pochodzą z kościoła Św. Michała), dzieło to było zawsze związane z katedrą. Do roku 1653 chrzcielnica znajdowała się w zachodniej części nawy głównej, potem została przeniesiona do kaplicy św. Jerzego po północnej stronie nawy głównej, gdzie znajduje się do dziś.
Monumentalna chrzcielnica została w całości odlana z brązu. Składa się z misy chrzcielnej wspartej na czterech nóżkach-wizerunkach alegorycznych i stożkowatej pokrywy. Średnica misy osiąga 96 cm, natomiast całkowita wysokość chrzcielnicy wynosi 170 cm. Od strony stylistycznej łączy tradycję romańską, która w Dolnej Saksonii była powszechna, z wpływami sztuki bizantyńskiej. Poszczególne postaci w reliefach cechuje ekspresja upozowania, silnie zostały podkreślone wyrazy emocji i relacje pomiędzy danymi postaciami. 
Podstawę chrzcielnicy tworzą cztery pełnoplastyczne figury klęczących mężczyzn, wylewających wodę z dzbanów. Są to personifikacje czterech rzek rajskich, wspomnianych w Księdze Rodzaju (Rdz 2, 10-14). Są to rzeki Piszon, Gichon, Chiddekel oraz Perat. Jednakże z niektórych dzbanów przestaje wypływać woda, co odnosi się do grzechu pierworodnego i jest aluzją do wody chrzcielnej, będącej źródłem życia. Na nasadzie misy, powyżej fryzu inskrypcyjnego, tuż przy głowach personifikacji czterech rzek rajskich, widoczne są płaskorzeźbione popiersia hierarchów z atrybutami, symbolizujące cztery cnoty kardynalskie - umiarkowanie, odwagę, mądrość i sprawiedliwość.
Na zewnętrznej stronie misy znajdują się reliefy przedstawiające cztery sceny ze Starego i Nowego Testamentu bezpośrednio związane z tematem chrztu. Są to:
- Chrzest Chrystusa w Jordanie – symbolizujący nowe życie zakończone męką i zmartwychwstanie, co jest zgodne z Listem Św. Pawła do Rzymian (Rz 3,8).
- Tronująca Maria z Dzieciątkiem w asyście świętych Godeharda z Hildesheim i Epifaniusza z Pawii. Po prawicy Marii klęczy Wilbertus - fundator dzieła.
- Przejście Izraelitów przez Morze Czerwone - zgodnie z Księgą Wyjścia (Wj. 14) prowadzony przez Mojżesza tłum Izraelitów, ubranych w długie szaty i charakterystyczne kapelusze, przechodzi przez rozdzielone wody Morza Czerwonego, które następnie zalewa wojska egipskie, atakujące Izraelitów. W tym kontekście chrzest wyraża uwolnienie przez zbawienie od śmierci i uwolnienie Izraela i wszystkich ochrzczonych Członków Ludu Bożego, którzy będą na ziemi obiecanej.
- Przejście Izraelitów przez Jordan - zgodnie z Księga Jozuego (Joz 3). Izraelici idący na Synaj nieśli Arkę Przymierza z tablicami Dekalogu. Przejście przez Jordan oznacza tu podporządkowanie się Jednemu Bogu i Jego woli, która jest zawarta w przymierzu przez chrzest.

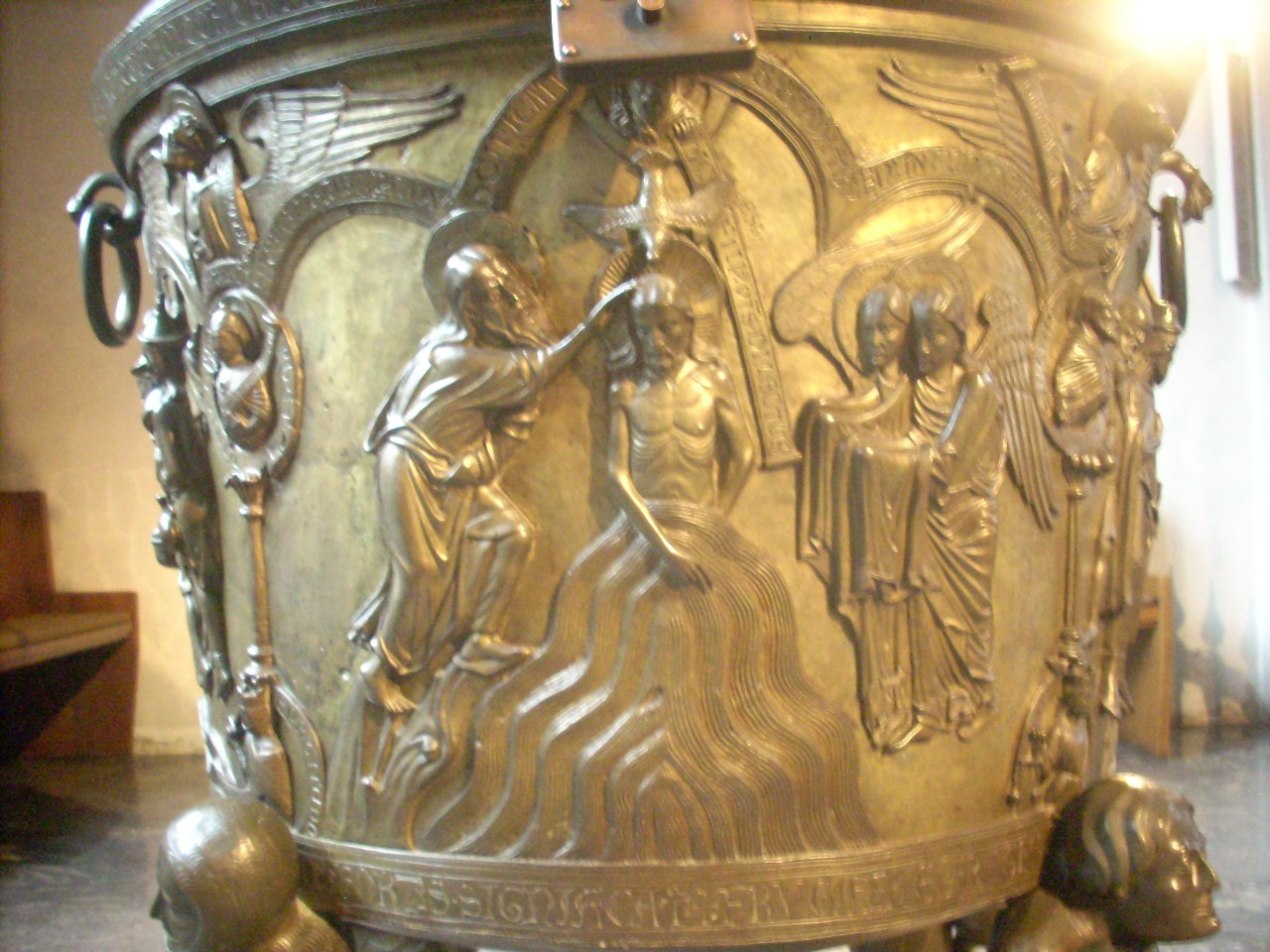
Chrzest Chrystusa
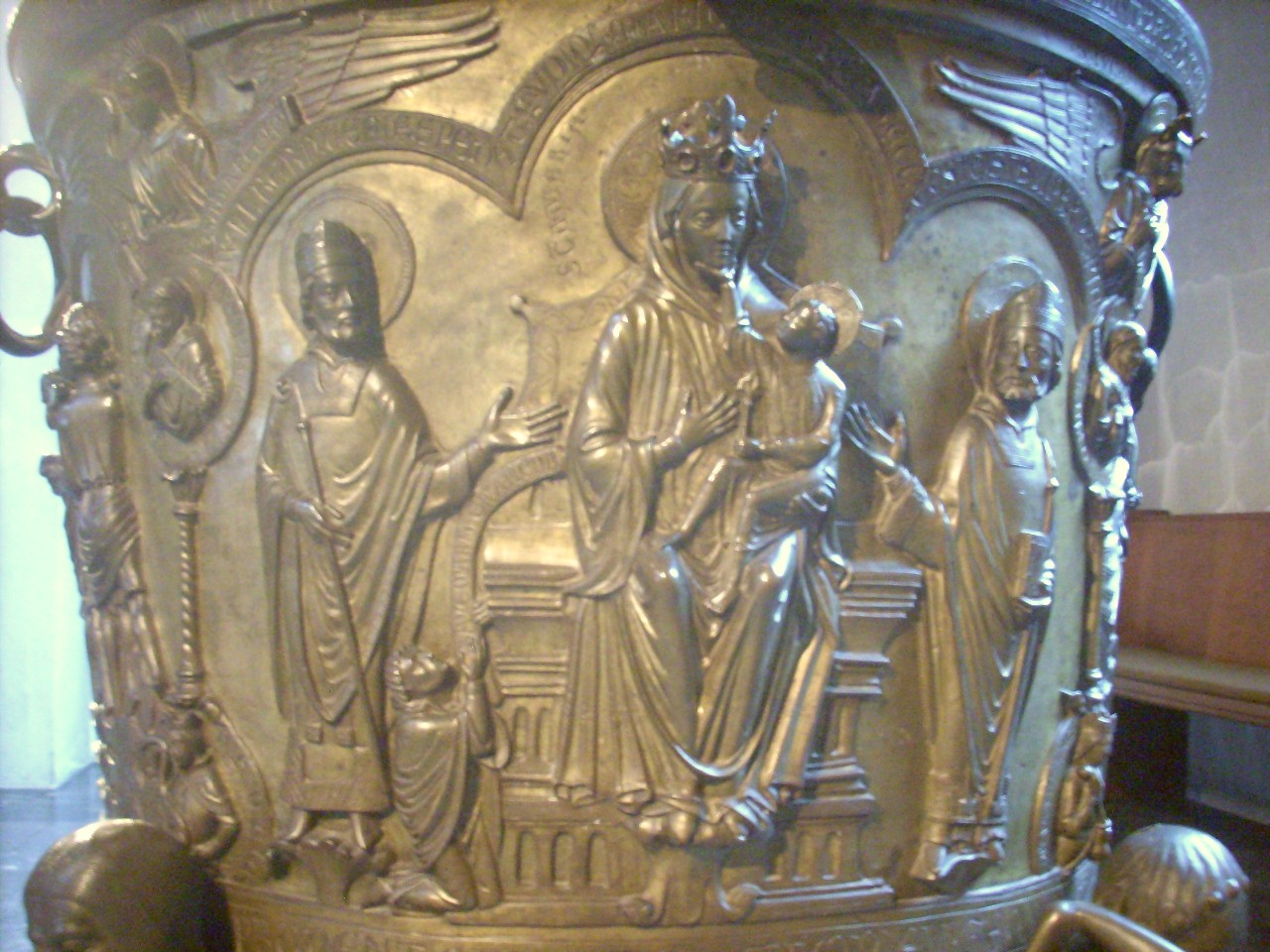
Maria z Dzieciątkiem Jezus w asyście świętych Epifaniusza i Godeharda. Ponadto Wilbertus adoruje Marię.
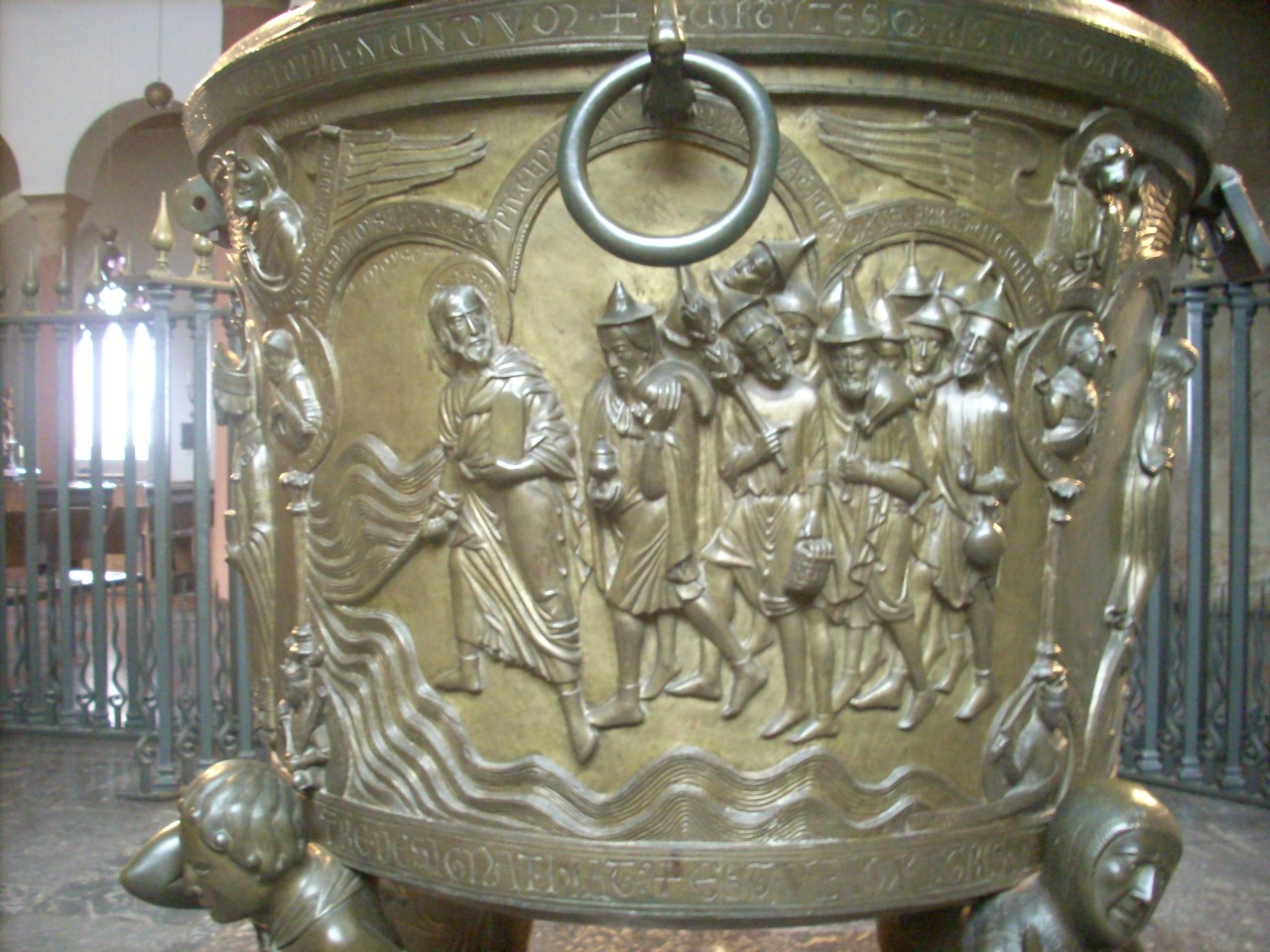
Przejście Izraelitów przez Morze Czerwone
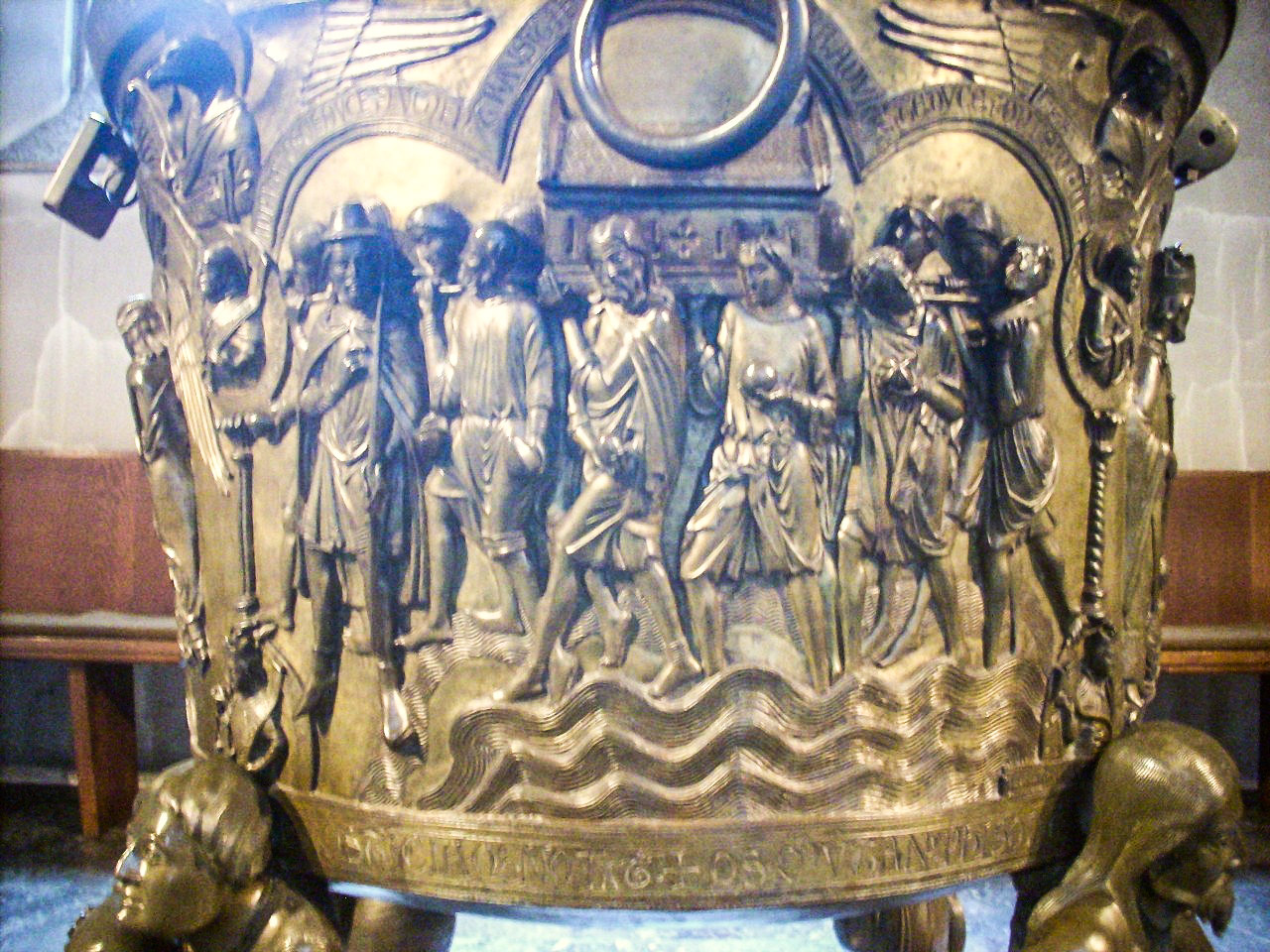
Przejście Izraelitów przez Jordan

Podobne reliefy zdobią powierzchnię pokrywy. Przedstawiają one kolejne cztery sceny biblijne:
- Chrystus i Jawnogrzesznica (tutaj prawdopodobnie Maria Magdalena) – przez skruchę i pokutę zostanie otrzymana z rąk Chrystusa łaska i miłosierdzie.
- Kwitnąca laska Aarona - symbolizująca Dziewictwo Marii i czystość ochrzczonych.
- Rzeź niewiniątek - scena przypomina o wspólnocie dotyczącej wszystkich ochrzczonych w Chrystusie, którą jest świadectwo wiary (gr. martyrion) wraz z gotowością do chrztu krwi, którym jest gotowość do męczeńskiej śmierci w imię Jezusa.
- Uczynki miłosierdzia - Jezus nakazuje czynić dzieła miłosierdzia wobec ciała, toteż scena ukazuje tronującego Zbawiciela który karmi i poi lud.

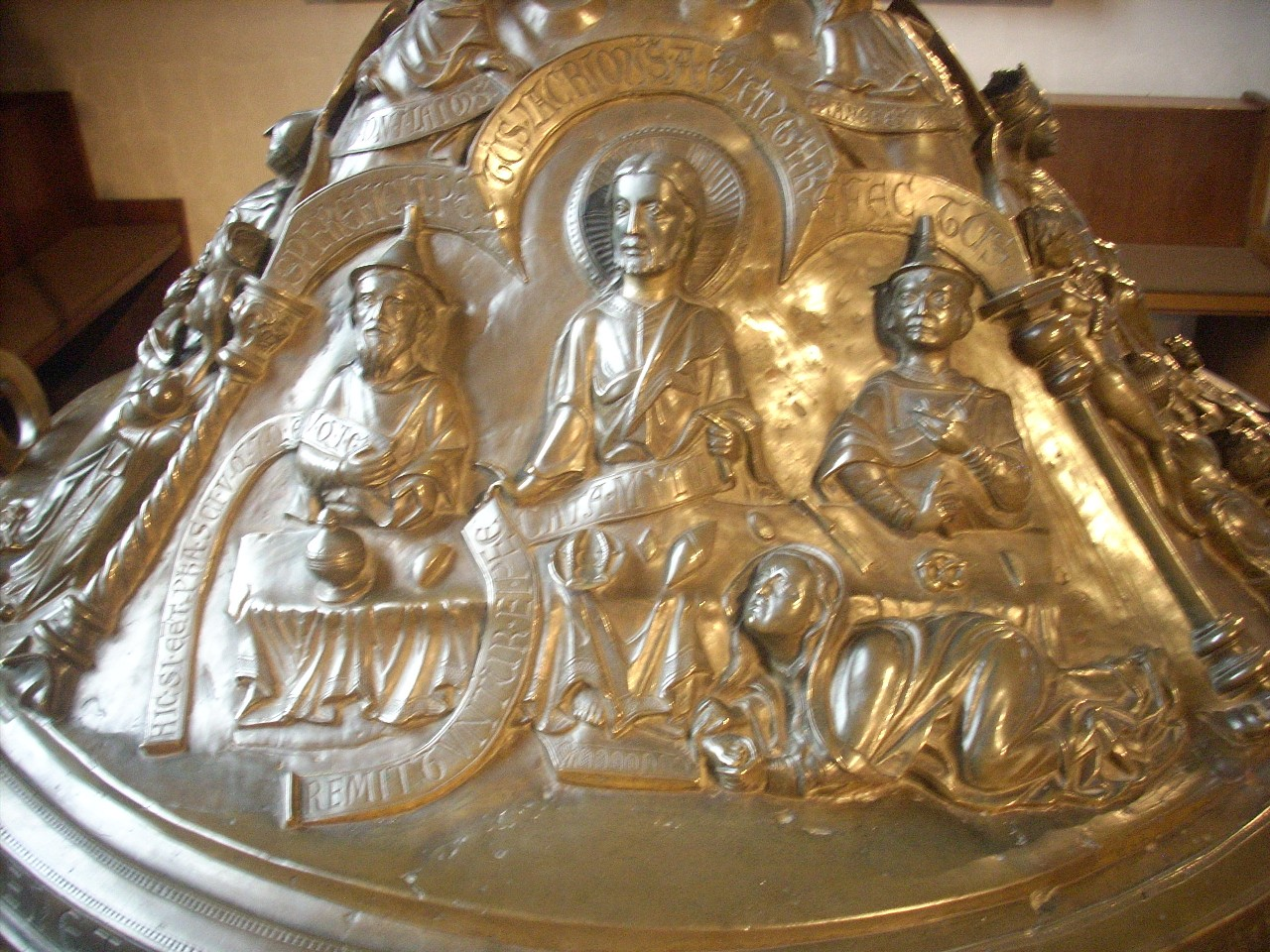
Chrystus i Maria Magdalena
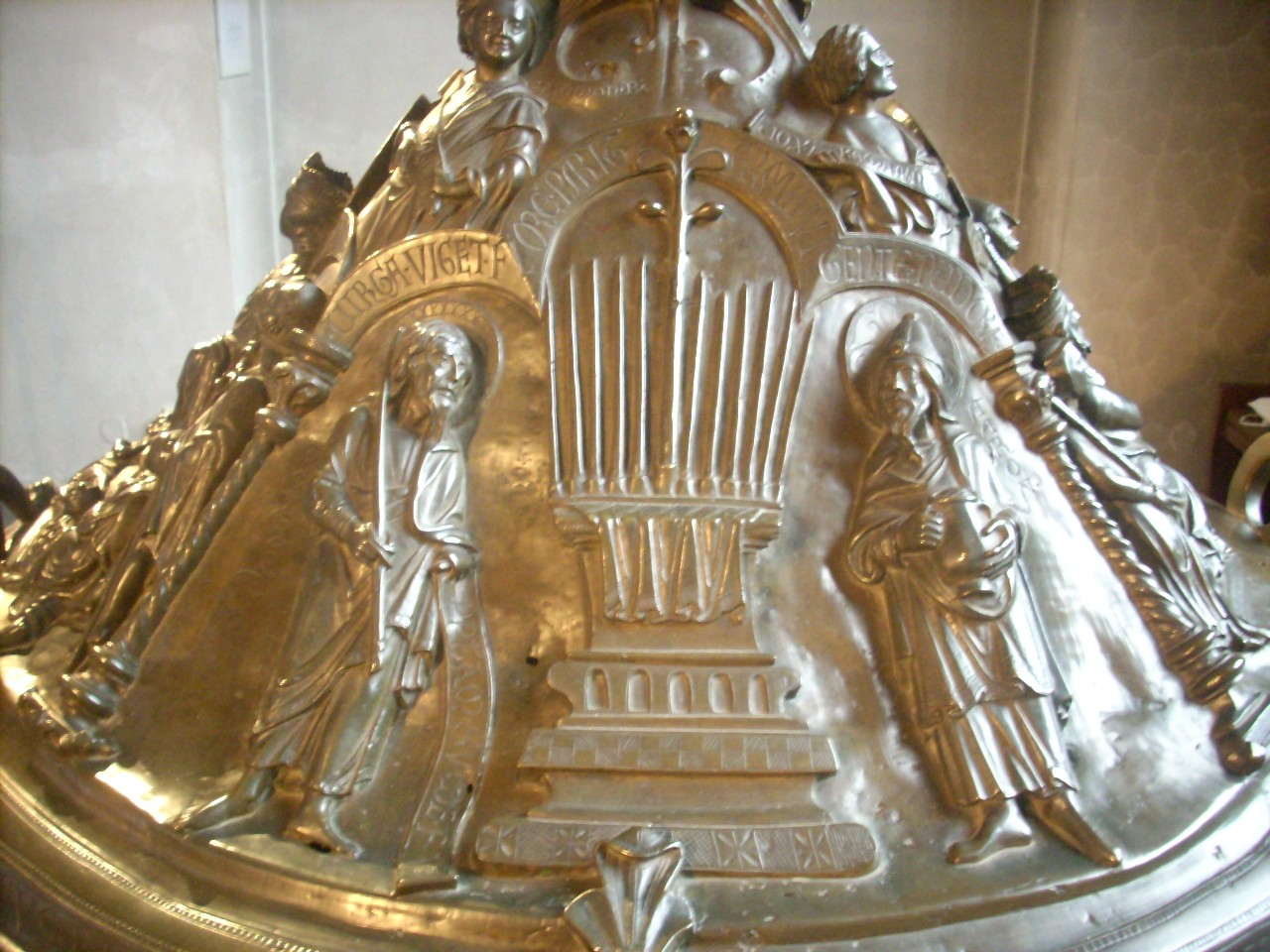
Kwitnąca laska Aarona
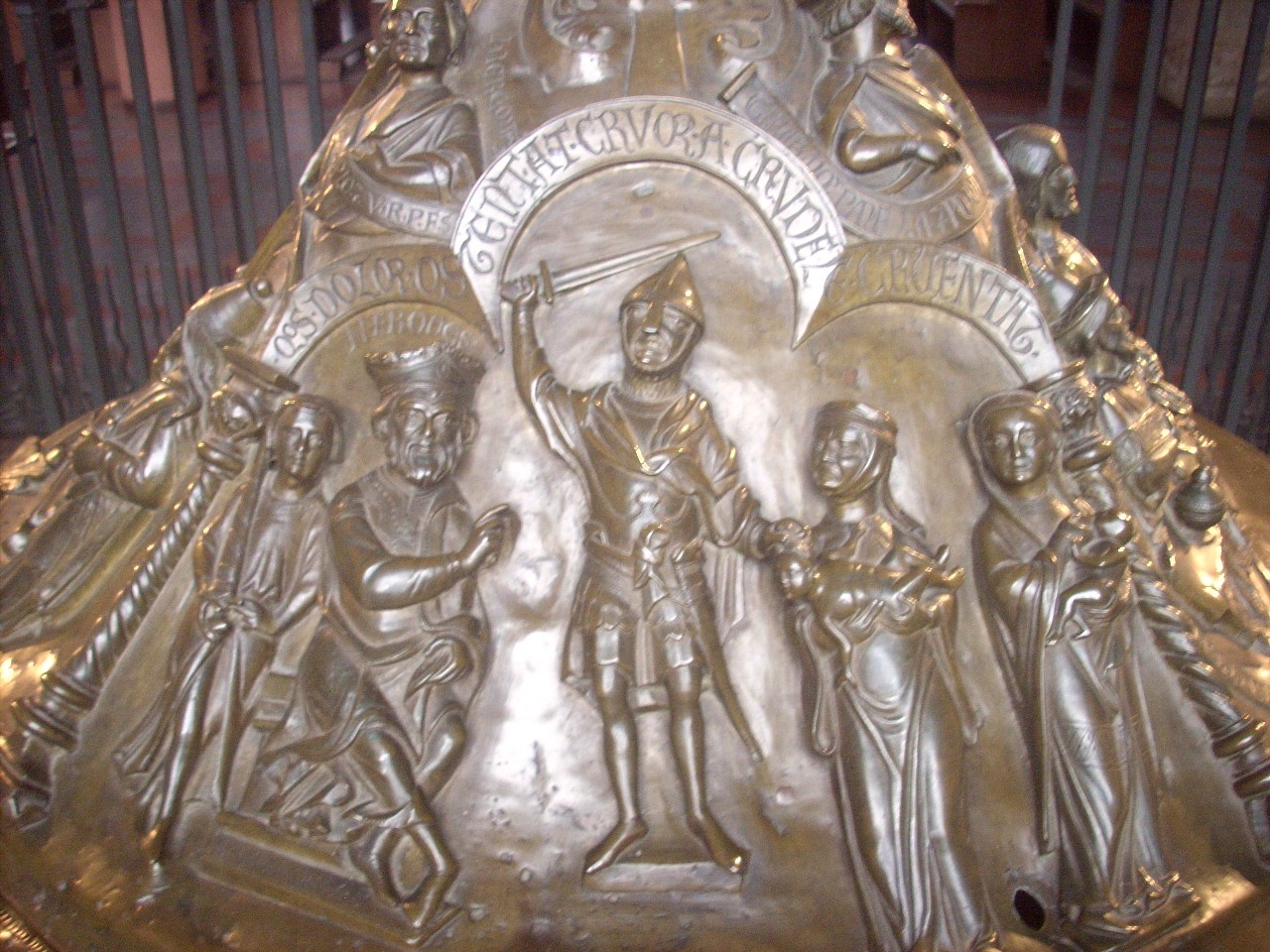
Rzeź niewiniątek
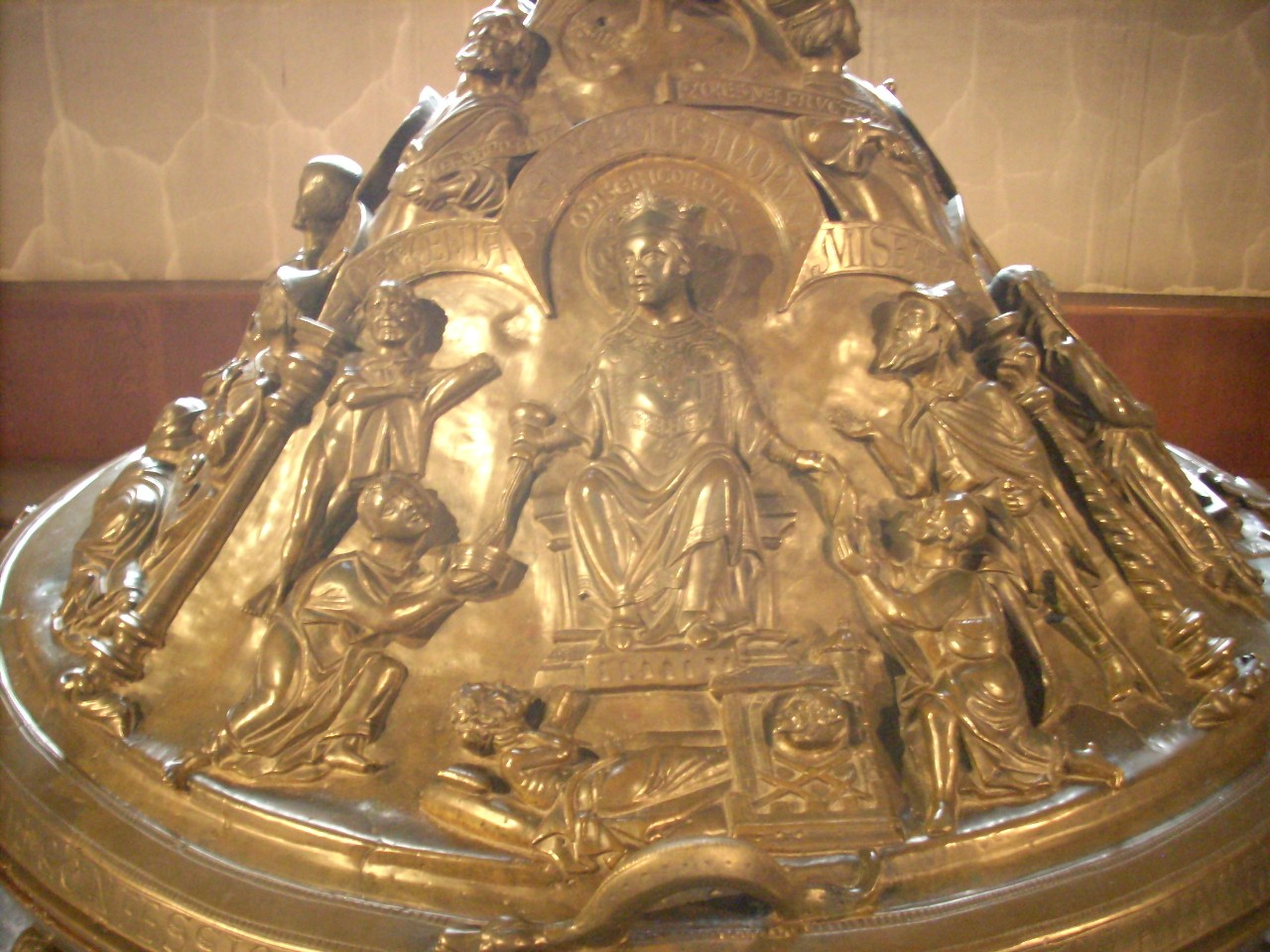
Uczynki Miłosierdzia

Powyżej potrójnych arkad, obramiających poszczególne cztery sceny, widoczne są popiersia starotestamentowych proroków i nowotestamentowych ewangelistów, których zestawiono zgodnie z symboliką czterech cnót kardynalnych.  
- Umiarkowanie – Jeremiasz – Łukasz – Jeremiasz
- Męstwo – Daniel – Marek – Dawid
- Sprawiedliwość – Ezechiel – Jan Ewangelista – Izajasz
- Mądrość – Izajasz – Mateusz – Salomon.